# Diadegma incompletum
Diadegma incompletum là một loài tò vò trong họ Ichneumonidae.